# Austria en los Juegos Olímpicos de Garmisch-Partenkirchen 1936
Austria estuvo representada en los Juegos Olímpicos de Garmisch-Partenkirchen 1936 por un total de 60 deportistas que compitieron en 8 deportes.  
El portador de la bandera en la ceremonia de apertura fue el patinador artístico Karl Schäfer.

## Medallistas
El equipo olímpico austríaco obtuvo las siguientes medallas:
| Nombre                  | Deporte               | Competición  |
| ----------------------- | --------------------- | ------------ |
| Oro                     |                       |              |
| Karl Schäfer            | Patinaje artístico    | Individual M |
| Plata                   |                       |              |
| Ilse Pausin Erik Pausin | Patinaje artístico    | Parejas      |
| Bronce                  |                       |              |
| Felix Kaspar            | Patinaje artístico    | Individual M |
| Max Stiepl              | Patinaje de velocidad | 10 000 m M   |